# Yūichirō Miura

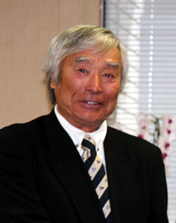
Yūichirō Miura

Yūichirō Miura (jap. 三浦 雄一郎, Miura Yūichirō; * 12. Oktober 1932 in Aomori, Präfektur Aomori, Japan) ist ein japanischer Alpinist.

## Leben
Yūichirō Miura ist der Sohn des Skipioniers Keizō Miura. 1970 wurde er durch das waghalsige Vorhaben mit Skiern den Gipfel des Mount Everest herunterzufahren, weltweit bekannt. Nach einem Aufstieg, der 2 Monate dauerte, erreichte er den Gipfel und wollte den längsten Abfahrtslauf der Ski-Geschichte wagen. Die Abfahrt sollte am 6. Mai 1970 vom Südsattel (South Col) durch die Lhotse-Wand gehen. Der Lauf, bei dem Miura 160 km/h erreichte, wurde durch einen Fallschirm gebremst. Beim Zusammenstoß mit kleinen Felsen verlor er die Kontrolle und rutschte 200 m die Eiswand hinab. Kurz vor einer Gletscherspalte blieb er liegen und trug schwerste Verletzungen davon. Außerdem kamen bei dieser Expedition sechs nepalesische Sherpas ums Leben. Dieses Unternehmen ist in der kanadischen Kinodokumentation Schußfahrt vom Mount Everest (orig. The Man Who Skied Down Everest) zu sehen, die 1976 einen Oscar für den besten Dokumentarfilm erhielt. 3 Millionen Dollar ließ sich Miura seine Extravaganz kosten. Im Jahre 2003 war Miura im Alter von 70 Jahren und 222 Tagen der älteste Bergsteiger, der den Gipfel des Mount Everest erklomm. Dafür erhielt er einen Eintrag im Guinness-Buch der Rekorde. Im Mai 2013 überbot er diesen Rekord, als er im Alter von 80 Jahren und 223 Tagen zum dritten Mal den Gipfel des Mount Everest erreichte.
Weitere spektakuläre Abfahrtsläufe von Miura waren: vom Fuji (1966), vom Mount McKinley (1967), vom Popocatepetl (1968), von den Torres del Paine (1969) und vom Kilimanjaro (1981)